# 芽孢桿菌綱
芽孢桿菌綱（学名：Bacilli）是厚壁菌門的一綱，包含有芽孢桿菌目和乳桿菌目兩目，其下包含有芽孢桿菌屬和其他如李斯特菌屬等革蘭氏陽性菌。

## 目
- 核衣细菌目 Caryophanales Peshkoff 1939
- 乳桿菌目Lactobacillales Ludwig et al. 2010